# Centralised Record of Available Technical Equipment
Der Centralised Record of Available Technical Equipment (CRATE) wurde Anfang 2007 von der Europäischen Agentur für die operative Zusammenarbeit an den Außengrenzen (FRONTEX) für die Koordinierung des verfügbaren technischen Equipments für die Kontrolle und Überwachung der EU-Außengrenzen geschaffen.
Die verfügbare technische Ausrüstung der 27 Mitgliedsstaaten beinhaltet 21 Flugzeuge, 27 Helikopter, 116 Schiffe sowie mobile Radareinheiten und technische Spezialausrüstung (Stand Juli 2007). Die einzelnen Mitgliedsstaaten bekommen die benötigte Ausrüstung auf Antrag für eine begrenzte Zeit zur Verfügung gestellt.

## Belege
1. ↑  European Patrols Network and Centralised Record of Available Technical Equipment to be presented at tomorrow’s JHA Council (Memento vom 22. Juni 2007 im Internet Archive) 19. April 2007